# Добрий Пастир
«Добрий Пастир» — квартальник, який видавала професура духовних семінарій Станиславова і Перемишля в 1930—1939.
Редактором у 1930—1936 роках був о. Авксентій Бойчук, від 1938 — Євген Петрик (у 1932—1937 заступник редактора).
Із журналом спрівпрацювали: о. Іриней Іван Назарко та інші священики і релігійні діячі Галичини.